# Pierre Boitard
Pierre Boitard (1789 – 1859) fue un botánico, zoólogo, y geólogo francés, conocido por la descripción y la clasificación del diablo de Tasmania (Sarcophilus harrisii) y por la novela Paris avant les hommes, una historia de un prehomínido habitante de lo que hoy es la región parisina; la novela fue publicada, de manera póstuma, en 1861.
Una primera contribución de Pierre Boitard a la teoría evolucionista, bien antes de Darwin, puede hallarse en la revista Le Magasin Universel, tomo 5, pp. 209-240, publicada en abril de 1838: se trata del artículo El Hombre Fósil; Boitard expone en él, en forma dialogada entre un «sabio» y un hombre «honesto» una teoría de la evolución de las especies aplicando los parecidos entre los vivientes, humanos. Ese artículo trajo tantas críticas de lectores que la dirección de la revista, en el número siguiente, convino en distanciarse de la discusión; se dijo que en el momento de la publicación de ese artículo el director, que estaba siendo interpelado, se encontraba en un «país extranjero».

## Otras publicaciones
- La botanique des dames. Encyclopédie des dames 3. Editor Audot, 243 pp. 1821 en línea

- Traité de la composition et de l'ornement des jardins (planchas de Auguste Garneret), Paris, Audot, 1825, 156 pp.

- Manuel Complet de Botanique ou Principes de Botanique élémentaire, Paris, 1826, 448 pp. en línea

- Traité des prairies naturelles et artificielles, contenant la culture, la description et l’histoire de tous les végétaux propres à fournir des fourrages, avec la figure dessinée et coloriée d’après nature de toutes les espèces appartenant à la classe des graminées [avec 48 planches], Paris : Rousselon, Jacquin frères, 1827, in-8°, viii-301 pp. en línea

- Manuel d'histoire naturelle: comprenant les trois règnes de la nature; ou généra complet des animaux, des végétaux et des minéraux. Vol. 1. Editor Roret, iv+445 pp. 1827 en línea

- Manuel d'entomologie ou Histoire naturelle de insectes: contenant la synonymie et la description de la plus grande partie des espèces d'Europe et des espèces exotiques les plus remarquables. Editor Librairie Encyclopédique de Roret, 421 pp. 1828 en línea

- Manuel de Physiologie végétale, de physique, de chimie et de Minéralogie, appliquées à la culture, Paris, 1829, 357 pp. en línea

- Manual del naturalista disector, ó arte de disecar y empajar los animales, y de conservar los vejetales y minerales... Con Canivet, de Alvarado, Peña. Editor T. Jordan, 352 p. 1833

- Les instrumens aratoires: collection complète de tous les instrumens d'agriculture et de jardinage, français et étrangers ... Editor A. Ledoux, 196 pp. 1833 en línea

- Manuel complet de l'architecte des jardins, ou l'art de les composer et de les décorer (con Charles Rohault de Fleury & Borromée), Paris, Librairie encyclopédique de Roret, v. 1834, 100 planchas

- Manuel du cultivateur-forestier: contenant l'art de cultiver en forêts tous les arbres indigènes et exotiques propres a l'aménagement des bois... Editor Librairie Encyclopèdique de Roret, 314 pp. 1834 en línea Reimpreso por Nabu Press, 334 p. 2011 ISBN 1271143194

- Manuel complet de l'amateur de roses, leur monographie, leur histoire et leur culture, Paris, Librairie Encyclopédique de Roret, 1836, 367 pp. en línea

- El jardinero de balcones, ventanas y aposentos: Para diversión de las señoras, o instrucción para criar y conservar toda clase de flores en tiestos, con la fragancia y hermosura que tienen las cultivadas en los jardines. Editor Ignacio Cumplido, 1840, 156 p.

- Le Jardin des Plantes. Description et Moeurs Des Mammifères de la Mènagerie et du Muséum D'Histoire Naturelle J.-J. Dubochet et Cie, Éditeurs, Paris, 472 p. 1842

- Galerie pittoresque d'histoire naturelle. Ilustrado por Andrew, Jean Best, Leloir, Susemihl. 4ª edición de H. Lebrun, 75 pp. 1842 en línea. Reimpreso por Nabu Press, 210 p. 2011 ISBN 1271664305

- Nouveau manuel complet du naturaliste préparateur, ou l'art d'empailler les animaux, de conserver les végétaux et les minéraux, de préparer les pièces d'anatomie normale et pathologique, suivi d'un traité des embaumements, Paris, Librairie Encyclopédique de Roret, 1845, 464 p. ; nueva ed. revisada, aumentada y enteramente refundada, Paris, Librairie Encyclopédique de Roret, 1852, 510 p.

- Curiosités d'histoire naturelle et astronomie amusante

- Réalités fantastiques

- Voyages dans les planètes

- Manuel du naturaliste préparateur ou l’art d’empailler les animaux et de conserver les végétaux et les minéraux

- Paris avant les hommes: l'homme fossile, etc. Editor Passard, 501 pp. 1861 en línea

- Museo de Historia Natural: Descripción y costumbres de los mamíferos, aves, reptiles, peces, insectos, etc., de la colección zoológica existente en París en el Jardín de la Plantas, y que se describen mayor número de géneros que en las obras de Buffon y otros naturalistas posteriores. Con Jules Gabriel Janin, Pedro Reynés y Solá (trad.) Editor José Astort, 1870, 466 pp.

## Honores

### Eponimia
- (Plumbaginaceae) Limonium boitardii Maire[1]

- La abreviatura «Boitard» se emplea para indicar a Pierre Boitard como autoridad en la descripción y clasificación científica de los vegetales.[2]

## Abreviatura (zoología)
La abreviatura Boitard  se emplea para indicar a Pierre Boitard como autoridad en la descripción y taxonomía en zoología.